# CBC Television
CBC Television (también conocida como CBC TV) es un canal televisivo canadiense propiedad de Canadian Broadcasting Corporation, la radiodifusora pública nacional. El canal inició operaciones el 8 de septiembre de 1952. Su contraparte en lengua francesa es Ici Radio-Canada Télé.
Con estudios principales en Toronto, CBC Television está disponible en todo Canadá en estaciones de televisión abierta en centros urbanos, y como una estación imprescindible en los proveedores de televisión por cable y satélite. Casi toda la programación de CBC se produce en Canadá. Aunque CBC Television cuenta con financiación pública, los ingresos por publicidad comercial complementan el canal, en contraste con las emisoras públicas de varios otros países, que no tienen anuncios comerciales.

## Programación
CBC Television tiene una oferta de noticias, deportes, entretenimiento y programación infantil las 24 horas. En la mayoría de los casos, el canal alimenta la misma programación a las mismas horas locales en todo el país.
Hasta 1998, el canal transmitía una variedad de programas estadounidenses además de su programación canadiense central, compitiendo directamente con emisoras canadienses privadas como CTV y Global. Desde entonces, se ha limitado a programas canadienses, un puñado de programas británicos y algunas películas estadounidenses. Desde este cambio, CBC a veces ha tenido problemas para mantener ratings comparables a los que logró antes de 1995, aunque ha experimentado un cierto resurgimiento en los ratings en los últimos años.
Su noticiero insignia es The National, el cual se transmite de domingo a viernes a las 10:00 p. m. (excepto en Terranova, donde se transmite a las 10:30 p. m.) y los sábados a las 6:00 p. m.